# Янда, Маршал
Маршал Джон Янда (англ. Marshal John Yanda, 15 сентября 1984, Сидар-Рапидс) — американский футболист, гард нападения команды «Балтимор Рэйвенс». Шестикратный участник Пробоула. Победитель Супербоула XLVII.

## Карьера
Янда вырос и окончил школу в городке Анамоса, расположенном к северу от Айова-Сити. Он хотел продолжить образование в Университете Айовы, футбольная команда которого играет в первом дивизионе чемпионата NCAA, но из-за проблем с успеваемостью поступил в Общественный колледж Северной Айовы в Мейсон-Сити. После двух лет учёбы там Маршалу предложили спортивную стипендию только в Университете штата Айова. Сам он рассматривал возможность платного обучения, а по выходным ездил на игры «Айова Хокайс» и добился того, что тренеры команды его заметили. Проведя в составе команды один сезон, в 2007 году он выставил свою кандидатуру на драфт НФЛ.
В третьем раунде драфта его выбрали «Балтимор Рэйвенс». В дебютном сезоне Янда принял участие во всех шестнадцати играх регулярного чемпионата. В 2008 году он был вынужден пропустить одиннадцать матчей из-за травмы колена. В сезоне 2011 года он закрепился в качестве основного гарда команды, проведя все 16 игр чемпионата в основном составе. С того же сезона до 2016 года включительно Янда приглашался на Матч всех звёзд НФЛ. С 2009 по 2016 год Маршал пропустил всего пять игр команды, несмотря на две операции на плече. В сезоне 2012 года в составе «Рэйвенс» он стал победителем Супербоула XLVII. В сентябре 2017 года Янда сломал ногу и пропустил почти весь сезон, вернувшись в строй к старту следующего чемпионата.